# RX-72 〜HISASHI (GLAY) VS 茂木淳一〜
RX-72 〜 HISASHI (GLAY) VS 茂木淳一 〜（アールエックス-ななじゅうに 〜 ヒサシ (グレイ) バーサス もぎじゅんいち 〜）は、日本の音楽専門チャンネルMUSIC ON! TV （エムオン!）の番組。2009年1月25日より放送開始、2020年12月20日放送終了。

## 概要
多趣味なHISASHIと茂木淳一が大手メーカーのモノから職人による一点モノなど気になる“モノ”をテーマした番組。現場へ赴き工程などを見学しながら、スペシャリストたちと対談する。タイトルは、機動戦士ガンダムに登場するRX-78から。72という数字は、2人とも1972年生まれであることに由来する。オープニングテーマはHISASHIと茂木淳一によって一部番組内で製作された。放送回やシーズンによってオープニングムービーにも多少変化が見られる。
スタジオセットは夜景の眺望を背景にしたマンションの一室で、72階にあるHISASHIの部屋という設定。シーズン1の初期ではHISASHIがロケに行き、そのVTRを見ながらスタジオでトークするという形式が主だったが、中期～現在はHISASHIの所属バンドであるGLAYのライブに密着したり、スタジオを離れてキャンプをしたり、特別編では料理をしたり、と取り上げられる“モノ”はジャンルを問わず多岐に渡る。
シーズン3では、茂木淳一による単独ロケもはじまった。通常のCS放送の他、DVD発売イベントの様子はUSTREAMで配信された。DVDのジャケットはHISASHIが自らデザインを手掛けているが、DVD発売イベントに於いて「ジャケット背部分に使用している“茂木淳一”の4文字のために、フォントを新たに購入した」というエピソードを語っている。

### 放送時間
- 初回放送：毎月第3日曜日 24:00〜24:30[1]
- リピート放送：毎月翌金曜日 28:00〜28:30[1]

## 出演者
- HISASHI（GLAY）
- 茂木淳一

### マスコット
HISASHIと茂木淳一の間に置かれている（または吊るされている）マスコット。番組内で話したり動いたりはしないが、VTRや公式blog内では擬人化されることがある。
- Mr.センター

金色の頭部マネキン。主に白枠のサングラスをしている。
アフロヘアのカツラや水兵帽を被っていたこともある。視聴者プレゼントになった。
- 防鳥ネコちゃん

#30の「RX-72キャンプ」の買出しで、ホームセンターで購入された。幻とされている。
シーズン3から新世紀エヴァンゲリオンに登場した包帯に巻かれた初号機の頭部に酷似したマスコットが置かれているが、名前などはつけられていない。

## 放送内容
この項目では、現在発売中のDVDに収録されている内容のみ掲載する。尚、これらのサブタイトルは通常の放送では表示されておらず、DVD化される際に決められる（各回毎のタイトルを決める様子は、DVDの特典映像として収録されている）。
DVD vol.1
- ＃1「激しい雨の夜」の巻･･･アナログレコード工場を取材。
- ＃3「興奮してるよ今日」の巻･･･『グランツーリスモ』の製作現場を取材。
- ＃4「ママには分かりません」の巻･･･ギター製作／Zodiacを取材。
- ＃5「夜寄りの人」の巻･･･アクセサリー製作／PUERTA DEL SOLを取材。

DVD vol.2
- ＃6「つかくんを探しています」の巻･･･スノースクートに挑戦。
- ＃7「やれば出来るRX-72」の巻･･･GLAYのシークレットライブに密着。
- ＃8「どーも、大人です」の巻･･･バンダイナムコゲームスを訪問。
- ＃9「あぁ焼けたさ」の巻･･･GLAY横浜国際総合競技場ライブの様子を茂木淳一がリポート。

DVD vol.3
- ＃11「刃物をコンコンやらない」の巻･･･スロットカーサーキットに挑戦。
- ＃12「牛が見てるよ」の巻･･･秋葉原ロケ。
- ＃14「ちょっとドーナッツ買ってくるわ」の巻･･･英国バイクの魅力にせまる。
- ＃15「フロイドローズ伯爵」の巻･･･HISASHI'S GUITAR SPECIAL前編。

DVD vol.4
- ＃16「寒冷地用B」の巻･･･HISASHI'S GUITAR SPECIAL後編。
- ＃17「ナニンガーですか？」の巻･･･静岡ホビーショー前編。
- ＃18「ラジコン課長」の巻･･･静岡ホビーショー後編。
- ＃19「電話番号が出ます。まぁ通話出来ないんですけどね」の巻･･･シーズン1終了。シーズン2の企画会議。

DVD vol.5
- ＃20「香川うどん旅行」の巻･･･GLAY香川公演をHISASHIが案内。
- ＃21「14万のヤツ feat.SGMR」の巻･･･DJ機材を紹介。
- ＃23「ハウる」の巻･･･中野ブロードウェイロケ。
- ＃24「祝　おめでとう」の巻･･･DVD発売記念公開収録。

DVD vol.6
- ＃26「D.O.I」の巻･･･電気自動車TESLAに試乗。
- ＃27「HISASHIの動く城」の巻･･･ステージ機材の紹介。
- ＃28「オープンテーマの完全」の巻･･･新テーマソングの制作。
- ＃29「濡れた子犬のように･･･」の巻･･･DVD発売記念公開収録第二弾。
- ＃30「まずは買い出しから」の巻･･･RX-72キャンプ前編。

DVD vol.7
- ＃31「バーベキューの館」の巻･･･想い出のキャンプロケ後半。シャーク！パエリア！ハスキータンク！
- ＃32「油淋鶏」の巻･･･GLAY 幕張ファンクラブLIVEに潜入！楽屋裏(TERUのケモノ道)でライブ直前のHISASHIと遊ぶ！
- ＃34「遠藤さんなんていないんじゃないの？」の巻･･･深夜のM-ON!の社内へ。
- ＃35「一番硬かったのはコバルト」の巻･･･大田区の町工場を取材！
- 特典映像「極寒のおかず横丁&ジャケット撮影ドキュメント」(vol.7編)

DVD vol.8
- ＃36「メリー・クリスマッシヴ」の巻･･･ニシンとカボチャのパイ包み焼きを2人が再現！
- ＃38「梅田さん、ガムランバンド演んないか？」の巻･･･浜松市楽器博物館で出会った世界中の楽器と一人の男。
- ＃39「システム35.5D」の巻･･･DVD発売記念公開収録イベント第3弾！
- ＃40「I♡MSX」の巻･･･週刊アスキー編集部に茂木が潜入！！
- 特典映像「極寒のおかず横丁&ジャケット撮影ドキュメント」(vol.8編)

DVD vol.9
- ＃41「お相撲さんがいっぱい」の巻･･･ひたすら麦酒（ビール）を飲み続ける30分。
- ＃42「情熱RX大陸」の巻･･･神戸のゲリラライブをドキュメント！
- ＃44「それぞれタイム」の巻･･長居スタジアムにて開催されたHOTEL GLAYにMGJが行ってきた30分。
- ＃45「ゾンビひるむの? ひるむよ!」の巻･･･Amazon河にて釣った獲物を紹介しあうだけの30分。
- 特典映像「デニーズへようこそ」

DVD vol.10
- ＃46「たのひー 俺のブレーキ?」の巻･･･HISASHIどんが鈴鹿デビュー？
- ＃48「ミルミル団子パンチェッタ 乞うご期待!」の巻･･･カリオストロの城（風）ミートボールスパゲッティに挑戦！
- ＃50「人のやらない事をやった人の物を見る」の巻･･･DVD発売記念公開収録イベント第3弾！
- ＃51「Are You Internet ?(おまえだいじょうぶか？)」の巻･･･ソニー歴史資料館でメディアの変遷について学ぶ。
- 特典映像「続デニーズへようこそ」

DVD vol.11
- ＃52「GOCCI」の巻･･･RX社員旅行! スモーク&スコッチでラグジュアリーな大人の夜！！！
- ＃53「ALEX」の巻･･･スノーボードとI N U ♥　に挑戦！　昼からビールを飲みました！！！
- ＃54「曝露部」の巻･･地底兄弟 meets 宇宙兄弟！ 謎のグリーンバルーンも発見！！！
- ＃55「桜田ファミリア」の巻･･･HISASHI「書籍作るのって結構大変なんだね」　茂木「誰かにまかせる？」
- 特典映像「都電荒川ビーム8800系★前編」

DVD vol.12
- ＃56「ボクの飛行機 C／W ミスティレイン」の巻･･･函館ダンジョン（プラモ屋）と函館山を包むミスティーレイン!
- ＃57「オレ虎舞羅、セリフは音楽！」の巻･･･庵野監督に触発されたHISASHIが声優に挑戦!!
- ＃58「マイコンは楽しいものです」の巻･･･膨大な歴史資料に2人は宿泊を希望！ しかしここは漫画喫茶では無かったのだ！！！
- ＃59「着地点がウロコの現場」の巻･･･大名釣りの究極系！ ハゼを釣って干物にするアーティストHISASHI！！！
- 特典映像「都電荒川ビーム8800系★後編」

DVD vol.13
- ＃60「KAKATO」の巻
- ＃62「夢の鉄砲」の巻
- ＃63「フェーダーとサーボと私達」の巻
- ＃64「純露みたいに甘い音 ピギャー」の巻
- 特典映像「夜勤ちゃん 前編」

DVD vol.14
- ＃65「たこ焼きデュオ 活動限界」の巻
- ＃66「分かんないものを、分かんないもので割った、分かんないお酒」の巻
- ＃67「放課後マスダンパー」の巻
- ＃68「君にも届け!」の巻
- 特典映像「夜勤ちゃん 後編」

Blu-ray vol.15
- ＃70「コラム式寄木細工」の巻
- ＃71「えび店長」の巻
- ＃72 「とろけ部の玉ねぎ先輩」の巻
- ＃74 「興味と疑問と電撃ゲーム」の巻
- ＃75 「I LOVE オ・エイシス」の巻
- ＃76 「最近のノイズシーンはどうなってるんだろうね」の巻
- ＃77 「もっとモジュレーション すごいレイテンシー」の巻
- ＃78 「松井Pちょっと怒ってたよ」の巻
- 特典映像「君へ…」

## DVD & Blu-ray
- RX-72 DVD vol.1&2 2010年11月10日ソニー・ミュージックダイレクトより発売
- RX-72 DVD vol.3&4 2011年4月27日ソニー・ミュージックダイレクトより発売
- RX-72 DVD vol.5&6 2012年2月22日loversoul music & associatesより発売
- RX-72 DVD vol.7&8 2013年2月27日loversoul music & associatesより発売
- RX-72 DVD vol.9&10 2014年4月23日loversoul music & associatesより発売
- RX-72 DVD vol.11&12 2016年7月27日loversoul music & associatesより発売
- RX-72 DVD vol.13&14 2017年7月16日loversoul music & associatesより発売
- RX-72 Blu-ray vol.15 2019年4月17日loversoul music & associatesより発売